# Översyn av etablissemanget
Översyn av etablissemanget var en radioserie i Sveriges radio av och med Galenskaparna.
Radioserien sändes i olika omgångar 1981 och 1982. Totalt blev det 30 program.
Varje program baserades på något typiskt svenskt, till exempel den svenska politiken den svenska eller sjukvården, eller saker som ibland anses typiskt svenska, som gnälligheten och avundsjukan.
I den här radioserien föddes en av gruppens mest kända låtar, Husvagn, som blev en succé när Per Fritzell framförde den i TV-serien Macken några år senare.

## Texter
- Jag ska skaffa en fallskärm
- Ekonomisk snutt för piano och ett andetag
- Vi ska ordna en basar
- Alla ska bli lyckliga i mor'n
- En keps och en halsduk
- Kändisarnas julskivor
- Vad julen betyder
- Julbord
- Hyllningssång till hösten
- Först nåt om freden
- Titta det snöar.
- Fjorton dar i Valenciennes
- Avundsjuka
- Statusjakten
- Patriotisk avundsjuka